# هاملت با سالاد فصل
هاملت با سالاد فصل نمایشنامه‌ای است از اکبر رادی.

## خلاصه داستان
پردهٔ اول (حجله): جگرگوشه که موجود ملیحی است به همراه دماغ، بعد از هفت سال سفرِ دور دنیا که حکم ماه‌عسلشان را داشته است، وارد حجله‌شان می‌شوند. حجله، طبقهٔ هفتم یک آسمان‌خراش است که پدربزرگِ جگرگوشه، پشتِ قبالهٔ آن دو انداخته و حالا جگرگوشه و دماغ، آمادهٔ شرفیابی در حضور پدربزرگ هستند تا با مراسم خاص، ازدواج آن دو برقرار گردد. جگرگوشه، دماغ را که مردِ ریزهٔ مفلوکی است، برای شرفیابی آماده می‌کند. آن‌ها از پشت پنجره به آسمان‌خراش پدربزرگ که ساختمانِ تشکیلات بزرگ پلاستیک است، چشم می‌دوزند تا پدربزرگ را درحالی‌که آخرین نفری است که از پله‌های فرار، آنجا را ترک می‌کند، ببینند. در طول این انتظار، جگرگوشه از خانواده‌اش و از پدربزرگ که با جاذبه‌ای قوی این خانواده را دورِ هم گرد آورده، می‌گوید. او به دماغ می‌گوید که پدربزرگ از چشمِ راست و از دستِ چپ محروم است و برای دماغ که مردِ دست‌وپا چلفتی‌ای است و خاطرهٔ خوشی از سفرشان جز قطره‌های چشم و تاولِ پا به یاد ندارد، از سعادت و آینده‌شان می‌گوید. ابوالپشم پدرِ جگرگوشه، درحالی‌که دست چپش را گچ گرفته، برای دیدارشان می‌آید. دماغ باآریان‌پورهای جگرگوشه برای او مراسمِ تعظیم و ابراز چاکری به جا می‌آورد و تا حدّی در این کار مبالغه می‌کند که پس از بازجویی‌های ابوالپشم و دستورات او در خصوص چاکری و نوکری، مورد تأییدِ ابوالپشم قرار می‌گیرد. آن‌گاه ابوالپشم، دستمال سفیدی به جگرگوشه داده و پوستینش را روی دوشِ دماغ می‌اندازد. پس از رفتنِ ابوالپشم، در غیبت دماغ که به نزد ابوالپشم رفته؛ عالی‌جناب ـ عموی جگرگوشه که یک چشمی است ـ با جگرگوشه دیدار می‌کند. دماغ با کاسه‌ای در دست وارد می‌شود ـ کاسهٔ عتیقهٔ تقدیمیی ابوالپشم که محتویی آب تربت در شب زفاف است ـ عالی‌جناب از دستِ ابوالپشم که دماغ را جذب خود نموده، عصبانی شده و کاسه را می‌شکند. او از دماغ، بندگی خواسته و با شروطی، دماغ را که تحصیل‌کرده و در سابق، کارمند ادارهٔ ثبت بوده است، با شغل انبارداری وارد تشکیلات خود می‌کند و انگشتری‌ای را که حکمِ اسمِ شبِ دستگاهش را دارد، به دماغ می‌دهد تا فردا اولِ وقت، به منشی اول او بدهد. پس از او، پری بلنده خواهرِ جگرگوشه، می‌آید. او که عاشقِ امیر ارسلانِ نامدار است، خود را منشی اول عالی‌جناب معرفی می‌کند و در عوضِ کتاب امیر ارسلان، انگشتری را از دماغ می‌گیرد تا در مهمانی شب، جولان دهد. دکتر موش، برادرِ جگرگوشه که در و پنجره کنترات می‌کند، کتاب را از دماغ گرفته، جگرگوشه و دماغ را روانهٔ حجله می‌کند. اما ناگهان دماغ می‌ایستد، چون آن‌ها هنوز پدربزرگ را ندیده‌اند.
پردهٔ دوم (شرفیابی): جگرگوشه با لباس سیاه در دادگاهی حضور دارد که برای دماغ ترتیب داده‌اند. دماغ که حالا در وانِ گلاب دراز کشیده، از نیمه‌شبِ گذشته ـ پردهٔ قبل ـ تحتِ پیگرد است. دکتر موش، آن‌ها را متقاعد می‌کند که دماغ را هم احضار کنند. عالی‌جناب و ابوالپشم که دماغ را مجرم می‌دانند، نمی‌پذیرند. جگرگوشه با این شرط که پدربزرگ ریاست دادگاه را بپذیرد، وکالت دماغ را قبول می‌کند. ابوالپشم خود را نایب منابِ پدربزرگ معرفی می‌کند. عالی‌جناب برآشفته شده و دورِ اول مذاکرات، با درگیری‌های آن‌ها پایان می‌یابد. جگرگوشه، دماغ را سفیدپوش می‌آورد. آن‌ها دماغ را به جرمِ وصلت با خاندانِ جلیلشان، به اعدام محکوم می‌کنند. جگرگوشه از دماغ می‌خواهد که گذشته‌اش را به یاد آورد. او کتاب‌های دماغ را دور ریخته و دماغ در عوض، خروس‌قندی‌های او را قبول کرده است. دماغ که حالت متشنّج و مسخ شده‌ای پیدا کرده، صداهای حیوانی نامفهومی از گلویش خارج می‌کند و جلوی صحنه به‌زانو می‌افتد. جگرگوشه که همچنان منتظر است، با روشن شدن پله‌های فرار، خوشحال می‌شود و پدربزرگ که جوانِ رعنایی است، در قابِ پنجره ظاهر می‌شود. در پی آن، یک حلقه طناب، بالای سرِ دماغ قرار می‌گیرد؛ و درحالی‌که پدربزرگ همچنان سنگ و ثابت لبخند می‌زند، پنجره بسته می‌شود. جگرگوشه در خود فرورفته و دیگران هر یک، بی خیال به دنبال کارِ خود می‌روند.